# Gene Drive

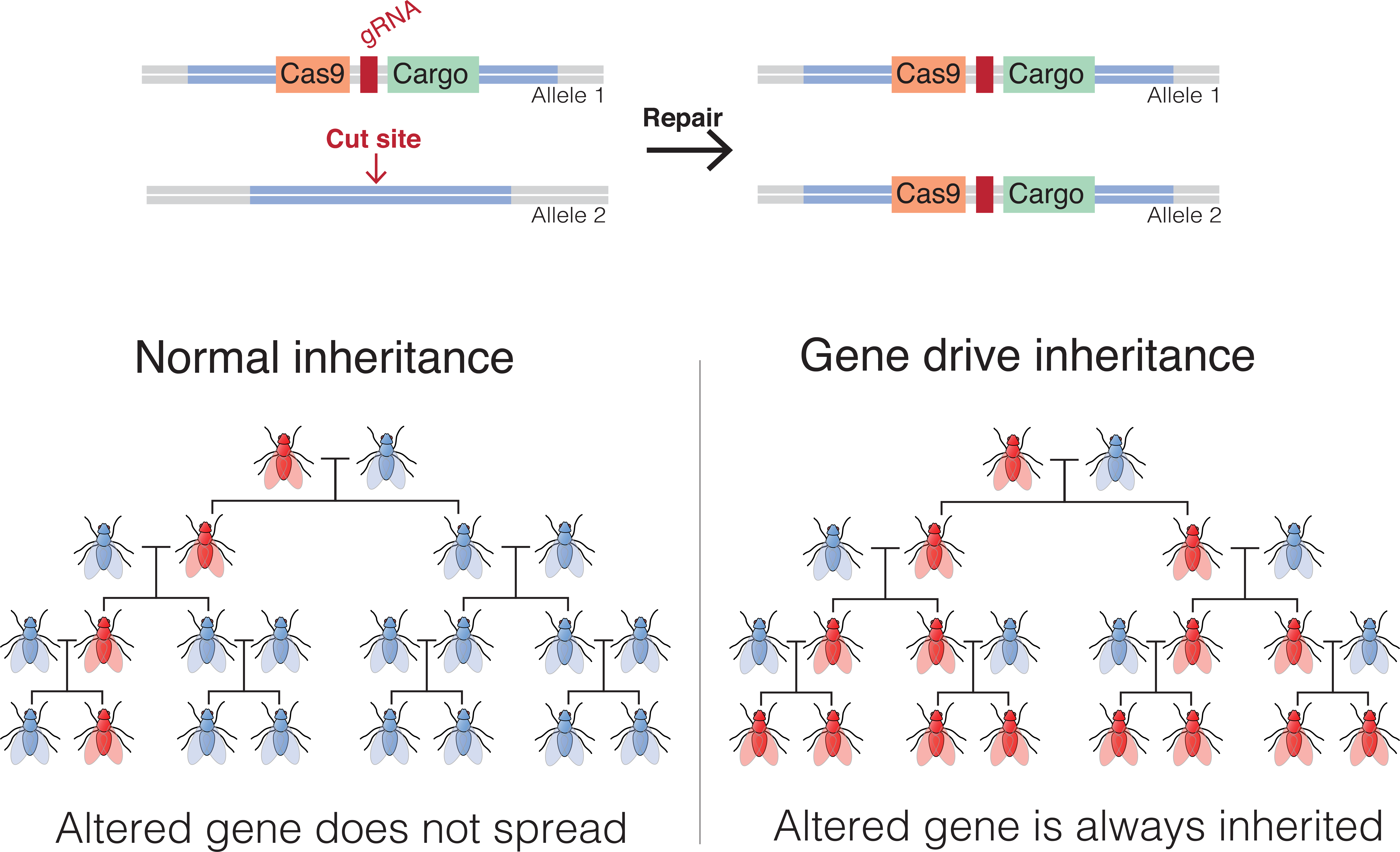
Schema des Gene Drive

Gene Drive (engl. für Genantrieb) bezeichnet Methoden zur beschleunigten Ausbreitung von Genen in Populationen. Während ein Gen, das nur einmal im Genom vorkommt, normalerweise an 50 % der Nachkommen weitergegeben wird, sind es beim Gene Drive 100 %. Gene-Drive-Technologien wurden erstmals 2003 von Austin Burt vorgeschlagen und bisher vor allem in Hefen, Stechmücken und Fruchtfliegen angewendet.

## Prinzip
Gene Drive erzeugt eine überproportionale Vererbung in Lebewesen, die eine Entwicklungsstufe mit haploidem Genom (einfachem Chromosomensatz) durchlaufen. Bei Tieren ist diese Entwicklungsstufe die Meiose, sie besitzen die meiste Zeit jedoch einen doppelten Chromosomensatz. Gene Drive erfolgt mittels eines Enzyms (eine Endonuklease), das eine bestimmte DNA-Sequenz aus dem zweiten Strang eines Chromosoms ohne Gene Drive schneidet. Über eine folgende DNA-Reparatur dient der Strang mit Gene Drive (ein Chromosom hat zwei DNA-Stränge) als Reparaturvorlage für die geschnittenen DNA-Stränge und die Vorlage wird auf den anderen Strang kopiert. Dadurch kommt es zur überproportionalen Ausbreitung, denn alle Nachkommen tragen die per Gene Drive „reparierte“ Gensequenz.
Gene Drive kann unter anderem zum Einfügen neuer Gene verwendet werden. Wenn allerdings durch zwei Schnitte eine DNA-Sequenz entfernt wird, und die entfernte DNA-Sequenz essentiell war, entsteht ein Letalfaktor bei allen Nachkommen. Die Elterngeneration wird unfruchtbar, weil die Nachkommen während der Entwicklung sterben. Gene-Drive-Systeme werden eingesetzt, um einzelne Gene entweder analog zur Gentherapie zur Ergänzung des Genoms oder zur Erzeugung einer Unfruchtbarkeit in eine Population einzuführen.

## Mechanismus
Verschiedene Methoden werden verwendet, um die Verbreitung von Genen zu erhöhen, z. B. modifizierte eigennützige DNA wie Homing-Endonukleasen, das MEDEA und eine modifizierte CRISPR/Cas-Methode.

### Letalfaktor
Zuerst wird ein Genome Editing-Mechanismus (eine sequenzspezifische Endonuklease) erzeugt, der die Ziel-DNA-Sequenz bindet und schneidet, möglichst nur an einer Sequenz im Genom (auf zwei Allelen). Alternativ kann auch eine neue Schnittstelle der Endonuklease in das Genom eingefügt werden, die dort sonst nicht vorkommt. Anschließend wird das Gen für diesen Mechanismus in die Ziel-DNA-Sequenz auf dem ersten von zwei Chromosomen eingefügt. Die Ziel-DNA ist dabei ein essentielles Gen, in das der Genome Editing-Mechanismus eingefügt wurde, wodurch das essentielle Gen geteilt und inaktiviert wird. Bei natürlich vorkommender eigennütziger DNA liegt dagegen ein Gruppe-I-Intron oder ein Intein vor, wodurch das umliegende Gen nicht inaktiviert wird. Gleichzeitig liegt das Gen in einer der Erkennungssequenzen der Endonuklease, wodurch ein Herausschneiden des Gens der Endonuklease verhindert wird. Als Ziel-DNA-Sequenz wird zur Sterilisierung ein Gen gewählt, dessen Gen-Knockout auf nur einem von beiden Allelen nicht letal ist, bei einem vollständigen Knockout (homozygot negativ) aber letal ist. Weiterhin wird ein Meiose-spezifischer Promotor verwendet, der die Genexpression der Endonuklease in der Keimbahn verstärkt. Das Gene-Drive-System breitet sich von einem Allel auf das Zweite aus. Aufgrund des Letalfaktors in der Keimbahn entsteht eine Unfruchtbarkeit, wenn beide Allele das Gene-Drive-System tragen (Homozygotie).

### Zusätzliche Gene
Daneben können auch weitere Gene in das Gene-Drive-System eingefügt werden (Cargo-Gene). Beispielsweise können Resistenzfaktoren gegen Parasiten oder Viren in eine Population von Insekten eingeführt werden. Das Gene-Drive-System kann verwendet werden, um die Geschlechtsanteile (männlich/weiblich) in einer Population zu verändern.

### Gene-Drive-Inaktivierung
Durch Verwendung eines weiteren Gene-Drive-Systems (englisch Cas9-triggered chain ablation, kurz CATCHA, basierend auf Cas9) könnte ein Gene-Drive-System in einer Population inaktiviert werden.
2020 berichteten Forscher die Entwicklung von zwei Systemen für ein potenzielles Stoppen von Gene Drives, welche mittels CRISPR-Cas9 Genome Editing in Populationen in der freien Wildbahn eingeführt wurden. Ein Seniorautor des Artikels weist darauf hin, dass die zwei von den Wissenschaftlern laut der Studie getesteten Systeme kein falsches Gefühl der Sicherheit für den Einsatz von Gene Drives geben sollen.

## Sicherheit
Aufgrund der Ausbreitung von Gene-Drive-Systemen innerhalb einer Art unterliegen der Umgang und die Herstellung in Deutschland der biologischen Sicherheitsstufe 3. Ein Problem beim Gene Drive ist die Aufrechterhaltung eines Selektionsdrucks auf das Cargo-Gen (z. B. ein Resistenzfaktor), wenn dieser dem Wirt keinen Selektionsvorteil bringt, denn ein Gene-Drive-System mit einem mutierten und inaktivierten oder gar entfernten Cargo-Gen würde sich in Konkurrenz in der Population ausbreiten und das ursprüngliche verdrängen. In einer 2018 veröffentlichten Studie wurde berichtet, dieses Problem gelöst zu haben. So konnte im Labor eine Mückenpopulation der Art Anopheles gambiae vollständig ausgerottet werden.
Ein anderes Problem ist eine mögliche unbeabsichtigte Freisetzung, wodurch ein Gene-Drive-System sich in Populationen in der Wildnis ausbreiten würde. Der Übergang auf eine Population in der Wildnis kann durch Verwendung einer Erkennungssequenz vermieden werden, die nur im Laborstamm vorkommt und sonst aber nicht in der Art. Bei induzierbaren Promotoren ohne Basalexpression wird in Abwesenheit des Induktors das Gene-Drive-System wie andere DNA ohne Gene Drive vererbt.
Im August 2016 publizierte eine Gruppe von Umweltorganisationen, die sich mit synthetischer Biologie beschäftigen, die Civil Society Working Group on Gene Drives (Zivilgesellschaftliche Arbeitsgemeinschaft zu Gene-Drives) das Manifest Reckless Driving: Gene drives and the end of nature (Rücksichtsloser Antrieb: Gen-Drives und das Ende der Natur), um vor den ökologischen und gesellschaftlichen Folgen der Technik zu warnen.

### Vorsorgeprinzip
Mitte Dezember 2016 beschloss die 13. „Conference of the Parties to the Convention on Biological Diversity“ (COP CBD, Vertragsstaatenkonferenz bzw. „UN-Artenschutzgipfel“) in Cancún (Mexiko) die Anwendung des Vorsorgeprinzips auch auf Gene-Drives. Im Juli 2020 wurde der Abschlussbericht des vom Bundesministerium für Bildung und Forschung geförderten, deutsch-österreichischen Forschungsprojekts GeneTip zu Risikoabschätzung im Sinne des Vorsorgeprinzips bei Gene Drives veröffentlicht. Vor Beginn dieser Konferenz forderten 170 Gruppen angesichts der Gefahren ein Moratorium.

## Anwendungen
Gene-Drive-Systeme wurden in Hefen, Stechmücken und Fruchtfliegen angewendet. Mögliche Anwendungen liegen in der Gentherapie.

Vereinfachte Darstellung der Ausrottung einer Population von 4 Individuen durch Unfruchtbarkeit. Gesunde Individuen sind grün, Träger des rezessiven "Unfruchtbarkeits-Gens" sind rot und unfruchtbare Individuen sind weiß markiert.

Die Bill & Melinda Gates Foundation versucht eine auf der Gen-Editiertechnik CRISPR/Cas9 basierende Methode zu entwickeln, den Überträger von Malaria, die Anopheles-Mücke, mit Hilfe des Gene-Drive-Prinzips auszurotten, um so die Malaria zu bekämpfen. Stark vereinfacht funktioniert der Mechanismus zur Ausrottung der Art dadurch, dass alle Nachkommen einer manipulierten Mücke Träger eines rezessiven Gens sind, das aber erst dann zu einer Beeinträchtigung (zum Beispiel Unfruchtbarkeit oder nur männliche Nachkommen) führt, wenn Vater und Mutter Träger des Gens sind. Dass beide Elternteile das schädliche Gen tragen, wird durch den Gene Drive erreicht, der die Wahrscheinlichkeit, das schädliche Gen zu vererben, deutlich erhöht.

## Lobbyarbeit
Eine Informationsfreiheitsanfrage zeigte, dass die Bill & Melinda Gates Foundation die Firma Emerging Ag bezahlte, um Lobbyarbeit gegen eine gesetzliche Regelung zu leisten. Als Zusammenschluss in der „Gene Drive Research Sponsors and Supporters coalition“ arbeitete man mit 65 Wissenschaftlern zusammen, die dem Forschungs- und Anwendungsbereich des Gene Drives im Rahmen des „UN CBD Online Forum“ und anderen Expertengremien Vorschub leisten sollten.
Bereits 2016 und 2017 produzierte die JASON Defense Advisory Group Berichte über die Technologie, die zur biologischen Kriegsführung geeignet sein könnte. Forschung zu militärischen Zwecken finanziert in den USA die DARPA, mit US$ 100 Millionen bis 2017 sowie in Australien CSIRO.

### Rezeption
- Marc Elsberg: Helix. Sie werden uns ersetzen. (Roman, 2016)[22]